# Frans-Soedan
Frans-Soedan (Frans: Soudan) was een Franse kolonie in Frans-West-Afrika die bestond van 1890 tot 1899, en van 1920 tot 1958.

## Eerste periode
Frans-Soedan werd op 9 september 1880 geschapen als een Frans gebiedsdeel, onder de naam Opper Senegal. Op 18 augustus 1890 werd de naam gewijzigd in het Franse Soedangebied met Kayes als hoofdstad. Vanaf 1899 was Bamako de hoofdstad.

## Opsplitsing
Op 10 oktober 1899 werd Frans-Soedan opgesplitst. Elf provincies gingen naar Frans-Guinea, Ivoorkust en Dahomey (nu Benin). Twee provincies keerden het jaar daarop weer terug. De delen van de kolonie die niet in militaire districten waren georganiseerd werden in 1902 samengevoegd onder de naam Senegambia en Niger. In 1904 werd de naam Opper-Senegal en Niger.

## Tweede periode
Bij een reorganisatie van het koloniale bestuur in 1920 werd deze naam weer gewijzigd in Frans-Soedan. Toen in 1933 de kolonie Frans Opper-Volta werd opgeheven, werd een aantal provincies van die kolonie bij Opper-Senegal en Niger gevoegd.

## Autonomie en onafhankelijkheid
Op 25 november 1958 kreeg Frans-Soedan autonomie als een zelf-regerend lid van de Franse gemeenschap. Op 22 september 1960 werd het gebied onafhankelijk, onder de naam Federatie van Mali. Dit was een combinatie van hedendaags Senegal en Mali. Al na een paar maanden stapte Senegal uit de federatie.